# Kék fecske
A kék fecske (Hirundo atrocaerulea) a madarak osztályának verébalakúak rendjébe és  a fecskefélék (Hirundinidae) családjába tartozó faj.

## Előfordulása
A Kongói Demokratikus Köztársaság, Kenya, Malawi, Mozambik, a Dél-afrikai Köztársaság, Szváziföld, Tanzánia, Uganda, Zambia és Zimbabwe területén honos.
Természetes élőhelyei a szubtrópusi és trópusi gyepek és szavannák, lápok és mocsarak környékén. Állandó, nem vonuló faj.

## Megjelenése
Testhossza 25 centiméter. Testtömege 13–15 gramm között változik, farokhossza a hímnek 9-15 centiméter között van, a tojónak 6–8 centiméter között. Tollazata nagyon fényes, fekete metál-acélkék színű. Hosszú farok szalagja figyelemre méltó, főleg a hímeknél. A fiatalok barnás-szürke színűek, kék tollazatukat kifejlett korban jelenik meg.

## Életmódja
Monogám fészkelő, gyakran üldöz el más fecskéket költőterületéről. Tápláléka kis puhatestű legyekből és más ízeltlábúakból áll, melyeket röptében kap el.

## Szaporodása
Csésze alakú sárból készült fészkét üregekbe, régi bányabejáratokhoz helyezi, fűvel és fehér szőrrel béleli (ez segít számára megtalálni a fészket a sötétben). Költési ideje októbertől márciusig tart. Fészekalja 2-3 ritkán 4 fehér tojásból áll, melyen csak a tojó 14 napig kotlik. A fiókákat 20-26 napig etetik.

## Természetvédelmi helyzete
Az elterjedési területe nagy, egyedszáma 1000-2499 példány közötti és csökken. A Természetvédelmi Világszövetség Vörös listáján sebezhető fajként szerepel.